# Jayden Hayward
Jayden Hayward (Hawera, 11 febbraio 1987) è un rugbista a 15 neozelandese, di ruolo estremo; è stato internazionale per l'Italia dal 2017 al 2020 prendendo parte alla Coppa del Mondo di rugby 2019.

## Biografia
Hayward esordì a livello professionistico con il Taranaki nella prima giornata della Mitre 10 Cup 2008, torneo al termine del quale fu nominato giocatore più promettente dell'anno.
Le sue prestazioni gli valsero la chiamata nella franchigia degli Highlanders, con la quale debuttò durante il Super 14 2009.
Dopo due stagioni trascorse nella squadra di Dunedin con 9 incontri, passò agli Hurricanes.
A Wellington disputò i Super Rugby 2011 e 2012; dopo la semifinale di ITM Cup 2012 con Taranaki lasciò la Nuova Zelanda e si trasferì in Australia al Western Force.
Michael Foley, allenatore della franchigia australiana, lo ricollocò nel ruolo di estremo che aveva ricoperto solo nelle giovanili e così giocò il Super Rugby 2013 e quello del 2014.
Terminata l'esperienza australiana fu ingaggiato in Italia al Benetton nel 2014.
Dopo avere acquisito, dopo tre anni a Treviso, l'idoneità a rappresentare la F.I.R., Hayward debuttò con l'Italia nell'incontro con Figi, primo degli impegni della sessione autunnale di amichevoli del 2017. Successivamente scese in campo in tutte le partite del Sei Nazioni 2018 e in quelle del tour estivo contro il Giappone.
Ha fatto parte della rosa italiana partecipante alla Coppa del Mondo 2019 in Giappone.

## Palmarès
- Pro14 Rainbow Cup: 1
Benetton Treviso: 2020-21